# Рослятино (Бабушкинский район)
Росля́тино — село в Бабушкинском районе Вологодской области России. Административный центр Рослятинского сельского поселения и Рослятинского сельсовета.
В 1924—1931 и 1935—1960 годах административный центр Рослятинского района.

## География
Расположено в 325 км от Вологды и в 70 км от районного центра — села имени Бабушкина на реке Юза.

## История
Первое упоминание о Рослятино находится в книге «Вологодская губерния. Список населенных мест 1859 года», в ней говорится, что деревня Рослятино Никольского уезда находится на тотемской торговой дороге. На тот момент в Рослятино было 39 дворов и 260 жителей.
Рослятинский район был образован в 1924 году в составе Северо-Двинской губернии. В район вошли Березниковский, Грушинский, Подболотный, Рослятинский и Суминский сельские советы. В 1929 году образован Жубринский сельский совет. В июле 1931 года Рослятинского района не стало, и село и округа перешли Леденгскому району. На начало 1940 года в Рослятинском районе было девять сельских советов, 261 населенный пункт с численностью населения 22190 человек. Особенностью района было то, что половина заселенных пунктов являлась хуторами и мелкими деревнями с численностью населения до 20 человек.
В 1954 году Рослятинский сельский совет был переименован в Юзский. В 1960 году Рослятинский район был упразднен с передачей его в состав Бабушкинского и Никольского районов. В 1961 году Юзский сельсовет переименован в Рослятинский.

## Население
| 1959 | 2010 |
| ---- | ---- |
| 618  | ↗838 |

По переписи 2002 года население — 836 человек (406 мужчин, 430 женщин). Преобладающая национальность — русские (99 %).

## Известные уроженцы, жители
В селе Рослятино родилась минералог Лия Константиновна Яхонтова.

## Инфраструктура
Личное подсобное хозяйство с зоной сельскохозяйственного использования, индивидуальная застройка усадебного типа.
Основная деятельность населения: лесозаготовка, деревообработка, сфера обслуживания, натуральное хозяйство, сбор ягод и грибов.

## Достопримечательности, памятные места
Приблизительно  в 25‐30 км от Рослятино, на правом берегу реки Юзи присутствуют выходы серых слюдистых песков с конкрециями песчаника, образовавшимися в ранний келловейский век юрского периода. В этих отложениях найдены аммониты Rondiceras sokolovi, Novocadoceras ex gr. sasonovi, Kepplerites (Gowericeras) curtilobus и Toricellites curticornutus.

## Транспорт
Автобусное сообщение с райцентром. Остановка общественного транспорта «Рослятино». 